# Zdes' naš dom
Zdes' naš dom (Здесь наш дом) è un film del 1973 diretto da Viktor Fёdorovič Sokolov.

## Trama
Un ingegnere delle province è invitato alla posizione di capo del negozio nel più grande stabilimento di Leningrado. Entra apertamente nella lotta contro la demagogia, l'ostentazione e l'assalto, e alla fine vince.